# Jaime Huélamo
Jaime Huélamo Huélamo (n. La Melgosa, Cuenca; 17 de noviembre de 1948 − Cuenca; 31 de enero de 2014) fue un ciclista profesional español. Su familia emigró a Sant Jοan Despí donde se formó como corredor. Fue profesional solamente entre 1973 y 1975.
Su mayor éxito como profesional fue la medalla de bronce en el Campeonato de España de Ciclismo en Ruta de 1975, disputado en Torrejón de Ardoz (Madrid), solamente superado por Txomin Perurena y Francisco Javier Elorriaga, oro y plata respectivamente.
Como amateur, participó en los Juegos Olímpicos de Múnich en 1972, consiguiendo acabar en tercera posición. Sin embargo, fue descalificado por dopaje. La sustancia dopante hallada fue niquetamida (nombre comercial coramina), al parecer suministrada por su masajista, desconociendo este que se trataba de una sustancia prohibida por el Comité Olímpico Internacional, ya que aun estaba autorizada por la Unión Ciclista Internacional. Por el uso de la misma sustancia el equipo holandés de contrarreloj por equipos fue desposeido de la medalla de oro.
El 31 de enero de 2014 falleció a los 65 años víctima de un cáncer.

## Palmarés
1971
- 1 etapa del Tour del Porvenir

1972
- 2.º en la Vuelta a Navarra

1974
- 1 etapa de la Volta a Cataluña
- 1 etapa de la Vuelta a Andalucía

1975
- 3.er puesto en el Campeonato de España en Ruta

## Equipos
- Kas-Kaskol (1973-1975)